# Flick of the Switch
| 평가 점수                        | 평가 점수 |
| 출처                             | 점수      |
| -------------------------------- | --------- |
| AllMusic                         | [ 1 ]     |
| Blender                          | [ 2 ]     |
| Collector's Guide to Heavy Metal | 10/10     |
| Rolling Stone                    | [ 4 ]     |

《Flick of the Switch》는 오스트레일리아의 하드 록 밴드 AC/DC의 1983년 8월 15일에 발매한 스튜디오 음반이다. 이 밴드는 국제적으로 발매된 여덟 번째 스튜디오 음반이며, 그들의 모국인 오스트레일리아에서 발매된 아홉 번째 음반이다. 이 음반은 1980년대 《Back in Black》과 1981년 《For Those About to Rock We Salute You》라는 두 이전 음반의 판매 수치를 따라잡지 못하자 상업적으로 실망한 것으로 여겨졌으며, 음반의 발매는 이 밴드의 상업적 쇠퇴의 시작을 의미했다. 그럼에도 불구하고 《Flick of the Switch》의 의견은 발매 후 몇 년 동안 꽤 긍정적이어서, 이 음반은 1983년의 베스트 발매 중 하나로 자주 언급되어 왔다. 리드 보컬리스트 브라이언 존슨이 피처링한 세 번째 AC/DC 음반이기도 한 이 음반은 《Ballbreaker》 (1995년) 복귀 전 드러머 필 러드가 피처링한 마지막 음반이기도 하다.

## 녹음
AC/DC는 1980년 로버트 존 "머트" 랭과 함께 《Back in Black》을 녹음했던 스튜디오와 같은 아홉 번째 음반을 녹음하기 위해 바하마 컴퍼스 포인트 스튜디오로 돌아왔다. 랭은 AC/DC의 이전 3개 버전을 제작했지만 이번에는 자체 제작을 선택했다. 이 밴드의 멤버들은 《Live at Donington》 DVD 음반에 녹음된 해설을 통해 이 음반이 밴드를 다시 생동감 있게 만들기 위한 시도였다고 밝히고 결과에 만족했다.

## 커버 아트
《Flick of the Switch》 커버에는 앵거스 영의 연필로 그린 그림이 그려져 있는데, 아티스트 브렌트 리처드슨이 직접 음반의 단순하고 생소한 접근법을 반영하기 위해 원래 스케치한 작품이며, 애틀랜틱 레코드는 이를 싫어했다. 앵거스는 또한 《Back in Black》이 그랬던 것처럼 앨범 그래픽이 양각되기를 원했지만, 이언 제프리에 따르면, 애틀랜틱은 음반에 히트 싱글이 없다고 믿었기 때문에 이 돈을 쓰기를 원하지 않았다고 한다.

## 곡 목록
모든 곡들은 앵거스 영과 맬컴 영 그리고 브라이언 존슨이 작사/작곡하였다.
| #  | 제목                      | 재생 시간 |
| -- | ------------------------- | --------- |
| 1. | 〈Rising Power〉          | 3:43      |
| 2. | 〈This House Is on Fire〉 | 3:23      |
| 3. | 〈Flick of the Switch〉   | 3:53      |
| 4. | 〈Nervous Shakedown〉     | 4:27      |
| 5. | 〈Landslide〉             | 3:57      |

| #   | 제목                  | 재생 시간 |
| --- | --------------------- | --------- |
| 6.  | 〈Guns for Hire〉     | 3:24      |
| 7.  | 〈Deep in the Hole〉  | 3:19      |
| 8.  | 〈Bedlam in Belgium〉 | 3:52      |
| 9.  | 〈Badlands〉          | 3:38      |
| 10. | 〈Brain Shake〉       | 4:00      |

## 인증
| 국가                                                  | 인증        | 판매량/출하량 |
| ----------------------------------------------------- | ----------- | ------------- |
| 오스트레일리아 (ARIA)                                 | 3× 플래티넘 | 210,000^      |
| 프랑스 (SNEP)                                         | 골드        | 100,000*      |
| 독일 (BVMI)                                           | 골드        | 250,000^      |
| 영국 (BPI)                                            | 실버        | 60,000^       |
| 미국 (RIAA)                                           | 플래티넘    | 1,000,000^    |
| *판매량을 기반으로 한 인증 ^출하량을 기반으로 한 인증 |             |               |